# Moses Ebiye
Moses Ebiye (Warri, 1997. április 28. –) nigériai labdarúgó, a norvég Aalesund csatárja.

## Pályafutása
Moses Ebiye a nigériai Warri városában született. Az ifjúsági pályafutását a nigériai Akwa Unitednél kezdte, majd a Ikorodu Unitednél nevelkedett tovább.
2017-ben Ebiye négyéves szerződést írt alá a norvég első osztályban szereplő Lillestrøm klubjával. A 2018-as szezonban a Strømmennél játszott kölcsönben. A 2020-as szezon második idényét már a HamKam csapatában folytatta. 2021-ben kétéves szerződést kötött a Tromsøval. A 2021-es szezonban 18 meccsen 7 gólt lőtt.
2022. augusztus 19-én az Aalesundhoz igazolt. Először a 2022. augusztus 21-ei, Rosenborg ellen 2–1-re megnyert mérkőzés 72. percében, Kristoffer Ødemarksbakken cseréjeként lépett pályára. Első gólját 2022. augusztus 28-án, az Odd ellen 1–1-es döntetlennel zárult találkozón szerezte meg.

## Statisztikák
2022. november 13. szerint
| Klub                  | Szezon   | Osztály     | Bajnokság | Bajnokság | Kupa  | Kupa | Egyéb | Egyéb | Összesen | Összesen |
| Klub                  | Szezon   | Osztály     | Meccs     | Gól       | Meccs | Gól  | Meccs | Gól   | Meccs    | Gól      |
| --------------------- | -------- | ----------- | --------- | --------- | ----- | ---- | ----- | ----- | -------- | -------- |
| Lillestrøm            | 2017     | Eliteserien | 8         | 0         | 0     | 0    | —     | —     | 8        | 0        |
| Lillestrøm            | 2018     | Eliteserien | 7         | 0         | 1     | 0    | 1     | 0     | 8        | 0        |
| Lillestrøm            | 2019     | Eliteserien | 12        | 1         | 2     | 0    | —     | —     | 14       | 1        |
| Lillestrøm            | 2020     | OBOS-ligaen | 15        | 2         | 0     | 0    | —     | —     | 15       | 2        |
| Lillestrøm            | Összesen | Összesen    | 42        | 3         | 3     | 0    | 1     | 0     | 46       | 3        |
| Strømmen (kölcsönben) | 2018     | OBOS-ligaen | 12        | 6         | 0     | 0    | —     | —     | 12       | 6        |
| HamKam                | 2020     | OBOS-ligaen | 15        | 4         | 0     | 0    | —     | —     | 15       | 4        |
| Tromsø                | 2021     | Eliteserien | 23        | 8         | 1     | 1    | —     | —     | 24       | 9        |
| Tromsø                | 2022     | Eliteserien | 16        | 2         | 2     | 1    | —     | —     | 18       | 3        |
| Tromsø                | Összesen | Összesen    | 39        | 10        | 3     | 2    | 0     | 0     | 42       | 12       |
| Aalesund              | 2022     | Eliteserien | 12        | 5         | 0     | 0    | —     | —     | 12       | 5        |
| Összesen              | Összesen | Összesen    | 120       | 28        | 6     | 2    | 1     | 0     | 127      | 30       |